# Eurasien
Eurasien er betegnelsen på den sammenhængende landmasse Asien og Europa, som dominerer den østlige og nordlige halvklode og kan anses være et superkontinent, en del af superkontinentet Afrika-Eurasien. Arealet er omkring 54 millioner km².
Europæere, som ofte var uvidende om Eurasiens størrelse, anså traditionelt Europa og Asien for at være adskilte kontinenter , med grænser ved det Ægeiske Hav, Dardanellerne, Bosporus, Sortehavet, Kaukasus, det Kaspiske Hav, Uralfloden samt Uralbjergene. Denne terminologi er blevet spredt til resten af verden, selvom Asien består af mange delregioner og kulturer, som i sig selv er lige så store som Europa, og lige så forskellige indbyrdes, som de er forskellige fra de europæiske. Fra et moderne perspektiv er Europa den verdensdel, som har mindst anledning af alle at blive ophøjet til separat kontinent, og i videnskabelige sammenhænge anvendes termen Eurasien stadig oftere.